# Upretia
Upretia is een geslacht van korstmossen behorend tot de familie Teloschistaceae. 

## Geslachten
Volgens Index Fungorum telt het geslacht drie soorten (peildatum januari 2023):
| Soortnaam             | Auteur(s)                                  | Publicatiejaar |
| --------------------- | ------------------------------------------ | -------------- |
| Upretia amarkantakana | (Y. Joshi & Upreti) S.Y. Kondr. & A. Thell | 2017           |
| Upretia hueana        | (B. de Lesd.) S.Y. Kondr. & Upreti         | 2020           |
| Upretia squamulosa    | Y.Y. Zhang & Li S. Wang                    | 2019           |